# Michelle Nørgaard Kristensen
Michelle Nørgaard Kristensen (født 9. april 1984 i Aars, Nordjylland) er en dansk iværksætter, forfatter og foredragsholder indenfor sundhed. Hun har en bachelor i idræt og mangler at færdiggøre en kandidat i Human Ernæring.

## Karriere
Hun står bag MK Universet, der bl.a. tilbyder online bootcamps og slankekure. Michelle Nørgaard Kristensen har udgivet flere bøger og ebøger bl.a Mindre mavefedt, mere energi, Mission sund og MK Løbecamp. Hun er derudover sundhedsekspert på Go' Morgen DK.
I 2018 fortalte hun åbenhjertigt om at være ramt af stress i ugebladet Alt for damerne. Hun havde forinden offentliggjort det på sin facebook-profil. "Når man arbejder med sundhed, tror folk, at man er verdensmester til alt, men jeg er sgu bare et helt almindeligt menneske", sagde hun blandt andet til ugebladet.
I begyndelsen af 2019 offentliggjorde Michelle Nørgaard Kristensen, at året fx byder på et samarbejde med Netto, samt en foredragsturne med krimiforfatter Sara Blædel
I 2021 deltog hun i sæson 18 af Vild med dans sammen med den professionelle danser Mads Vad